# Cantó de Sent Ipolit

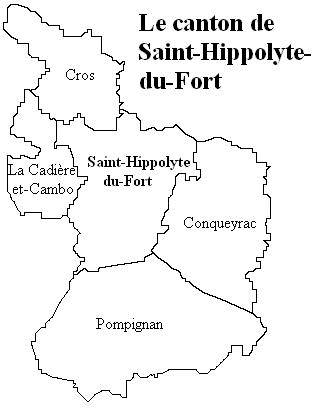
El cantó de Saint-Hippolyte-du-Fort

El cantó de Sent Ipolit és un cantó francès del departament del Gard, a la regió d'Occitània. Està inclòs al districte de Le Vigan, té 5 municipis i el cap cantonal és Sent Ipolit.

## Municipis
- La Cadièira e Cambon
- Concairac
- Lo Cròs
- Pompinhan
- Sent Ipolit